# Колоњоле (Пиза)
Колоњоле је насеље у Италији у округу Пиза, региону Тоскана.
Према процени из 2011. у насељу је живело 164 становника. Насеље се налази на надморској висини од 8 м.